# 5431-es mellékút (Magyarország)
Az 5431-es mellékút egy közel 32 kilométeres hosszúságú, négy számjegyű mellékút Csongrád-Csanád vármegye területén; a Szeged nyugati vonzáskörzetében fekvő kisebb településeket kapcsolja össze.

## Nyomvonala
Domaszék keleti határában indul, az 55-ös főút 8+400-as kilométerszelvénye közelében épült körforgalmú csomópontjából kiágazva, északnyugati irányban, kevesebb, mint fél kilométerre nyugatra az M5-ös autópálya és a főút csomópontjától. Kezdeti szakasza Kamilla út néven húzódik a Domaszéki kiskertek településrésznek előbb keleti, majd északi széle mentén, 2,1 kilométer után pedig külterületek közé ér; domaszéki lakott helyeket ennél jobban nem is érint, mivel északról elkerüli a község központját.
7,2 kilométer után Zákányszék határai között folytatódik, a 11+650-es kilométerszelvénye táján ott keresztezi az 5432-es utat is, amely Bordány és Mórahalom között húzódva itt nagyjából 4,5 kilométer megtétele után jár. Ez utóbbi út halad végig Zákányszék központján is annak főutcájaként, ezáltal az 5431-es e település határai közt is csak szórványosan érint lakott helyeket, a belterületet itt is észak felől elkerüli.
19,5 kilométer után Ruzsa határai közt folytatódik, e község belterületét – több irányváltás után – észak felé haladva éri el, kicsivel a 25. kilométere előtt. Települési neve az első nagyobb elágazásáig Szegedi út; ott az 5433-as út torkollik bele észak felől, Üllés irányából, s az 5431-es északnyugatnak fordulva a Szent István út nevet veszi fel. Kicsivel arrébb azonban beletorkollik északnyugatról az 5435-ös út is, Pusztamérges felől s onnét az út délnyugatnak folytatódik, Öttömösi út néven. 26,6 kilométer után éri el a lakott terület nyugati szélét, ahonnan külterületek közt folytatódik, egy darabig nagyjából nyugati, a 28. kilométerét elhagyva pedig újból délnyugati irányt követve.
Kevéssel a 30. kilométere után átszeli Öttömös határát, ami után széles ívben északnyugati irányba fordul. Így éri el a község belterületének délkeleti szélét, nagyjából 31,5 kilométer teljesítése után; ugyanott elhalad az öttömösi származású, híres Afrika-kutató, Magyar László emlékhelye mellett, majd a belterületen a Ruzsai út nevet veszi fel. Úgy is ér véget, beletorkollva az 5413-as útba, annak a 15+500-as kilométerszelvényénél, Öttömös központjában.
Teljes hossza, az országos közutak térképes nyilvántartását szolgáló kira.gov.hu adatbázisa szerint 31,900 kilométer.

## Települések az út mentén
- Domaszék
- (Zákányszék)
- Ruzsa
- Öttömös